# 張大懷
張大懷（?—?），前凉最后一代王张天锡的世子。
张天锡在位后期，沉湎酒色，不理政事。他宠爱焦夫人，立焦夫人生的儿子張大豫为世子，废黜了长子張大懷的世子之位，改封为高昌公。于是张天锡的部下离心离德，不久张天锡的前凉政权被苻坚的前秦灭亡。